# المجمع المغلق 1774-1775
المجمع المغلق 1774-1775 هو المجمع الموكول بانتخاب بابا الكنيسة الكاثوليكية الجديد بعد استقالة البابا. انعقد مجمع الكرادلة لانتخاب البابا الجديد بدءًا من
5 أكتوبر 1774 وانتهى في 15 فبراير 1775. انتُخبَ بيوس السادس ليكون البابا الجديد للكنيسة.
عُقدَ المجمع في الدولة البابوية في 1774، و1775.